# Concerto pour saxophone
Pour les articles homonymes, voir Concerto pour saxophone (homonymie).
Un concerto pour saxophone est un concerto pour saxophone solo et ensemble instrumental, habituellement un orchestre.

## Liste sélective de concertos pour saxophone
- John Adams
  - Concerto pour saxophone alto et orchestre (en) (2013)
- Paul Gilson
  - Concerto no 1 pour saxophone alto (1902)
  - Concerto no 2 pour saxophone alto (1902)
- Alexandre Glazounov
  - Concerto pour saxophone alto et orchestre à cordes en mi bémol majeur (1934)
- Ida Gotkovsky
  - Concerto pour saxophone et orchestre (1966)
- Jennifer Higdon
  - Concerto pour saxophone soprano et orchestre (en) (2007)
- Jacques Ibert
  - Concertino da camera (en) (1935)
- Lars-Erik Larsson
  - Concerto pour saxophone, opus 14 (1934)
- Henri Tomasi
  - Concerto pour saxophone alto (1949)